# Holeby Kommune
Holeby Kommune i Storstrøms Amt blev dannet ved kommunalreformen i 1970. Ved strukturreformen i 2007 indgik den i Lolland Kommune sammen med Højreby Kommune, Maribo Kommune, Nakskov Kommune, Ravnsborg Kommune, Rudbjerg Kommune og Rødby Kommune.

## Tidligere kommuner
Allerede inden selve kommunalreformen dannede 3 sognekommuner frivilligt Holeby Kommune:
| Kommune           | Folketal september 1965 | Byer      |
| ----------------- | ----------------------- | --------- |
| Errindlev-Olstrup | 1.284                   | Errindlev |
| Fuglse-Krønge     | 1.302                   |           |
| Holeby-Bursø      | 1.859                   | Holeby    |
| Tilsammen         | 4.445                   |           |

Ved selve kommunalreformen blev Tågerup-Torslunde sognekommune med 1.046 indbyggere delt, så Torslunde Sogn og den nordøstlige del af Tågerup Sogn kom til Holeby Kommune, mens hovedparten af Tågerup Sogn kom til Rødby Kommune.

## Sogne
Holeby Kommune bestod af følgende sogne, alle fra Fuglse Herred:
- Bursø Sogn
- Errindlev Sogn
- Fuglse Sogn
- Holeby Sogn
- Krønge Sogn
- Olstrup Sogn
- Torslunde Sogn

## Borgmestre[3]
| Periode   | Navn               | Parti             |
| --------- | ------------------ | ----------------- |
| 1970-1974 | Svend Christiansen | Socialdemokratiet |
| 1974-1998 | Fridtjof Nielsen   | Socialdemokratiet |
| 1998-2006 | Bjarne Larsen      | Lokalliste        |

## Rådhus
Holeby Kommunes rådhus lå på Toftevej 1 i Holeby. Det blev opført i to etaper i 1967 og 1975.

## Våbenskjold
Holeby Kommunes våbenskjold blev taget i brug i 1976. Foroven viser det 2 sukkerroer for her blev den første sukkerfabrik på Lolland grundlagt i 1872. Forneden viser det en pelikan, som er et Kristus-symbol der også ses i det gamle herredssegl for Fuglse Herred hvor kommunen lå.